# Plusia ignita
Plusia ignita är en fjärilsart som beskrevs av Edward Alfred Cockayne 1951. Plusia ignita ingår i släktet Plusia och familjen nattflyn. Inga underarter finns listade i Catalogue of Life.